# Apseudopsis formosus
Apseudopsis formosus é um pequeno crustáceo, com quase 5 centímetros de comprimento e semelhante a um camarão, encontrado na Ria Formosa, em Portugal.
A espécie (denominada A. formosus em referência ao local onde foi encontrada) foi descoberta por investigadores do Instituto Português do Mar e da Atmosfera e da Universidade de Aveiro, tendo a sua identificação e descrição sido apresentada num artigo publicado em novembro de 2019.